# Матвеевская (Коношский район)
Матвеевская — опустевшая деревня в Коношском районе Архангельской области. Входит в состав Ерцевского сельского поселения.

## География
Находится в юго-западной части Архангельской области на расстоянии приблизительно 24 км на юг-юго-запад по прямой от административного центра района поселка Коноша.

## История
В 1859 году здесь (деревня Кадниковского уезда Вологодской губернии) было учтено 7 дворов.

## Население
Численность населения: 40 человек (1859 год), 4 (русские 75 %) в 2002 году, 0 в 2010.